# Francesco Maria Bovio
Francesco Maria Bovio (Altamura, ... – Trani, 1830) è stato un avvocato e politico italiano.
È noto per essere il nonno del noto filosofo Giovanni Bovio (1837-1903), e per aver preso parte alla Rivoluzione altamurana (1799).

## Biografia
Francesco Maria Bovio nacque intorno ai primi anni '50 del XVIII secolo ad Altamura da una famiglia di proprietari terrieri, anche se non se ne conosce la data esatta di nascita. Studiò lettere e diritto presso l'Università dei Regj Studj di Napoli, e dimostrò di essere particolarmente dotato nel campo del diritto. Dopo aver vinto il concorso pubblico, insegnò lettere classiche nelle Regie Scuole di Matera.
Dopo la morte del padre, tornato nella sua città natale Altamura per amministrare i suoi beni, gli fu data la cattedra di lettere e di "entrambi i diritti" (diritto civile e diritto canonico) presso l'Università degli Studi di Altamura.
Sul finire del XVIII secolo risultava già membro della loggia massonica altamurana "Oriente di Altamura", assieme ad altri illustri uomini altamurani, con sede nel palazzo baronale della famiglia Melodia (diverso dall'odierno palazzo Melodia, progettato dall'architetto Orazio Lerario nell'Ottocento). Prese parte attiva alla Rivoluzione altamurana (1799), piantando l'albero della libertà. In seguito fu allontanato dall'insegnamento, ma dopo la pace di Firenze (1801), potette riprendere a insegnare.
Nel periodo 1806-1815 (coi re francesi Giuseppe Bonaparte e Gioacchino Murat) fu nominato giudice interino di pace. Col trasferimento ad Altamura della Corte d'Appello (1808), Francesco Bovio esercitò l'avvocatura presso quella sede e "fece in esso ottima figura", seguendo la corte anche quando fu trasferita a Trani. Nel 1821 divenne giudice della Corte civile di Lecce ma, ormai anziano, ritornò a Trani dove morì nel 1830.
Ebbe i figli Scipione Bovio e Nicola Bovio. Entrambi, nel 1820, risultavano iscritti alla Carboneria di Trani (la cosiddetta vendita "il Pellicano"). Nicola Bovio fu il padre del noto filosofo Giovanni Bovio (1837-1903).

## La Rivoluzione altamurana
Durante gli sconvolgimenti della Repubblica Napoletana (1799), Bovio divenne ministro del governo dipartimentale repubblicano. In seguito, con il ritorno dei Borbone, gli fu tolto l'insegnamento. Cambiato il clima politico e probabilmente per paura, nel 1801 Bovio affermò di aver aderito alla Rivoluzione altamurana (1799) per paura di essere fucilato dal commissario Nicola Palomba di Avigliano (che, insieme al generale Felice Mastrangelo di Montalbano, diresse la Rivoluzione altamurana).